# Paraguay op de Olympische Zomerspelen 2016
Paraguay nam deel aan de Olympische Zomerspelen 2016 in Rio de Janeiro, Brazilië. De selectie bestond uit elf atleten, actief in zeven verschillende disciplines. Golfspeelster Julieta Granada droeg de Paraguayaanse vlag tijdens de openingsceremonie. Het was de grootste Paraguayaanse olympische ploeg sinds de Olympische Zomerspelen 1984, los van de twee Spelen waar het Paraguayaans voetbalelftal zich voor kwalificeerde.

## Deelnemers en resultaten
(m) = mannen, (v) = vrouwen 

### Atletiek
| Olympiër           | Discipline   | Resultaat | Prestatie |
| ------------------ | ------------ | --------- | --------- |
| Derlys Ayala       | marathon (m) | 136e      | 2:39.40   |
|                    |              |           |           |
| Carmen Martínez VS | marathon (v) | 115e      | 2:56.43   |

### Golf
| Olympiër           | Discipline | Resultaat | Prestatie                 |
| ------------------ | ---------- | --------- | ------------------------- |
| Fabrizio Zanotti   | mannen     | 15e       | 279 punten: (70-74-68-67) |
|                    |            |           |                           |
| Julieta Granada VO | vrouwen    | 44e       | 294 punten: (71-69-76-78) |

### Roeien
| Olympiër           | Discipline | Resultaat | Prestatie |
| ------------------ | ---------- | --------- | --- |
| Arturo Rivarola    | skiff (m)  | 24e       | serie 5: 3de in 7.29,23 kwartfinale 3: 6de in 7.17,12 halve finale C/D: 6de in 7.41,43 finale D: 6de in 7.18,34                               |
|                    |            |           | |
| Gabriela Mosqueira | skiff (v)  | 19e       | serie 6: 4de in 8.27,39 herkansingen: 2de in 7.59,32 kwartfinale 1: 5de in 7.54,49 halve finale C/D: 5de in 8.22,84 finale D: 1ste in 7.44,62 |

### Schietsport
| Olympiër        | Discipline     | Resultaat | Prestatie                                           |
| --------------- | -------------- | --------- | --------------------------------------------------- |
| Paulo Reichardt | dubbeltrap (m) | 22e       | kwalificatie: 22ste met 106 punten (25-23-17-19-22) |

### Tafeltennis
| Olympiër        | Discipline    | Resultaat | Prestatie |
| --------------- | ------------- | --------- | --- |
| Marcelo Aguirre | enkelspel (m) | 49e       | voorronde: W van AUS Powell: 4–0 (13-11, 11-7, 14-12, 11-9) 1ste ronde: V van POL Dyjas: 0–4 (5-11, 9-11, 9-11, 7-11) |

### Tennis
| Olympiër             | Discipline    | Resultaat | Prestatie                                 |
| -------------------- | ------------- | --------- | ----------------------------------------- |
| Verónica Cepede Royg | enkelspel (v) | 33e       | 1ste ronde: V van ROU Niculescu: 2–6, 3–6 |

### Zwemmen
| Olympiër        | Discipline          | Resultaat | Prestatie              |
| --------------- | ------------------- | --------- | ---------------------- |
| Benjamin Hockin | 100m vrije slag (m) | 44e       | serie 3: 4de in 50,26  |
|                 |                     |           |                        |
| Karen Riveros   | 100m vrije slag (m) | 39e       | serie 2: 8ste in 59,00 |